# Wang Jinze
Wang Jinze (En Chino: 王进泽); (Gaizhou, Liaoning, China; 15 de marzo de 1999) es un futbolista chino, juega como delantero y su actual equipo es el Shijiazhuang Ever Bright F.C. de la Superliga de China.

## Trayectoria

### Inicios
Wang Jinze nació en Xiongyue, Gaizhou (ahora parte del distrito de Bayuquan) y se unió a la Escuela Primaria Dalian Dongbei Road en 2005.

### Guangzhou Evergrande
Se unió a la academia juvenil Guangzhou Evergrande de la Superliga de China en 2014. Luego lo cedieron al equipo amateur Zhuhai Suoka para la Liga de Fútbol Amateur de China 2016. Descrito como un potencial prospecto para el futuro, Wang realizó un período de prueba breve con FC Groningen de la Eredivisie a principios de 2017.
Wang fue ascendido al primer equipo del equipo de Guangzhou Evergrande en junio de 2017. Hizo su debut profesional el 22 de junio de 2017 en la victoria por 1-0 en casa ante el Hebei China Fortune en la Copa de China de fútbol 2017, sustituyendo a Zhang Wenzhao en el Minuto 63. El 11 de noviembre de 2018, Wang hizo su debut en la liga en el último partido de la temporada 2018 contra Tianjin Teda, sustituyendo a Alan Carvalho en el minuto 82. Marcó su primer gol en el tiempo de descuento, lo que aseguró la victoria de Guangzhou por 5-1.

### Nei Mongol Zhongyou
En febrero de 2019, Wang fue prestado al Nei Mongol Zhongyou de la Primera Liga China para la temporada 2019.

## Clubes
| Club                          | País  | Año             | Partidos | Goles |
| ----------------------------- | ----- | --------------- | -------- | ----- |
| Guangzhou Evergrande          | China | 2017 - 2018     | 1        | 1     |
| Nei Mongol Zhongyou           | China | 2019            | 10       | 0     |
| Shijiazhuang Ever Bright F.C. | China | 2020 - Presente | 0        | 0     |